# Verrières (Orne)
Verrières is een gemeente in het Franse departement Orne (regio Normandië) en telt 418 inwoners (2004). De plaats maakt deel uit van het arrondissement Mortagne-au-Perche.

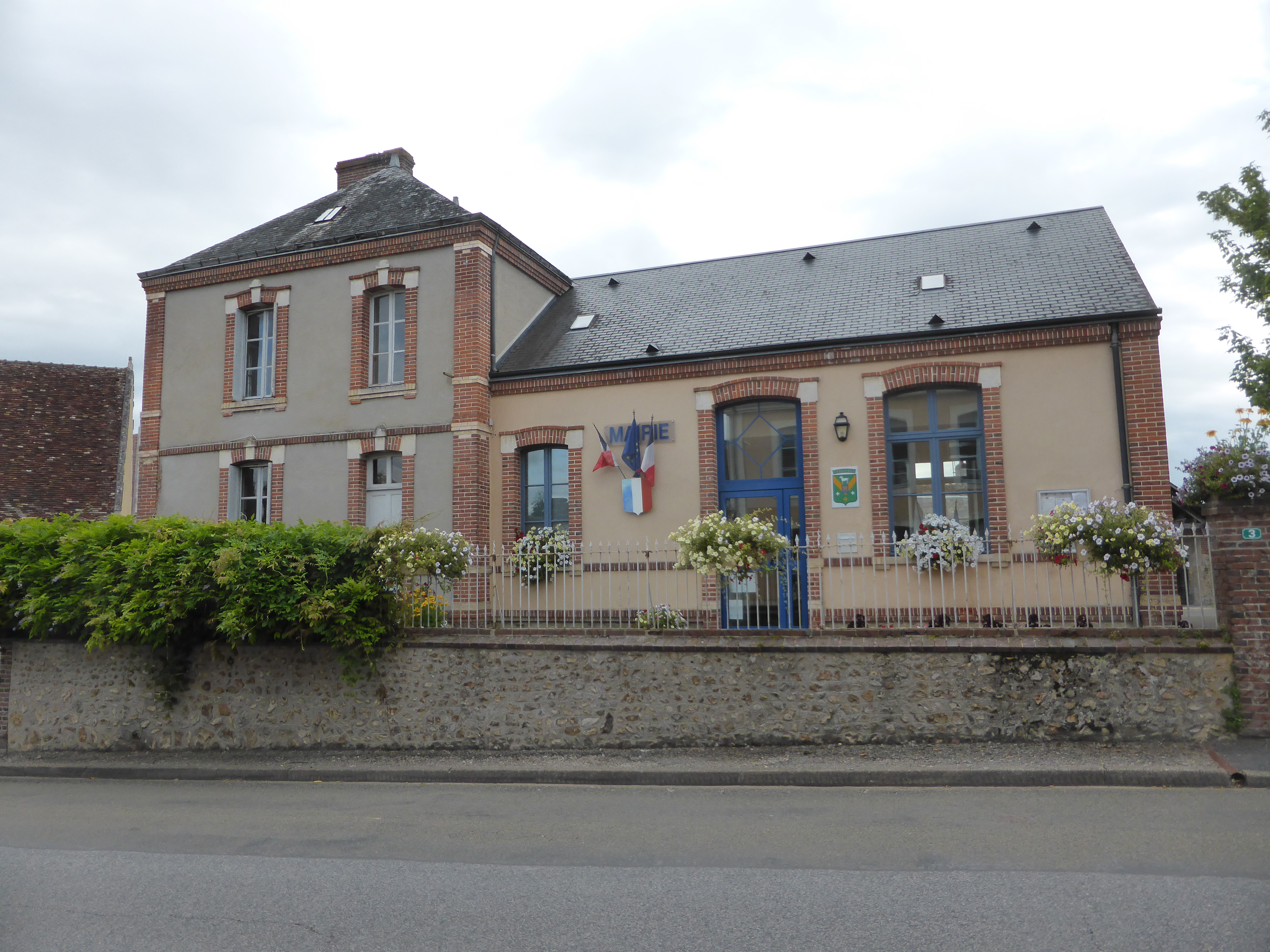
Gemeentehuis
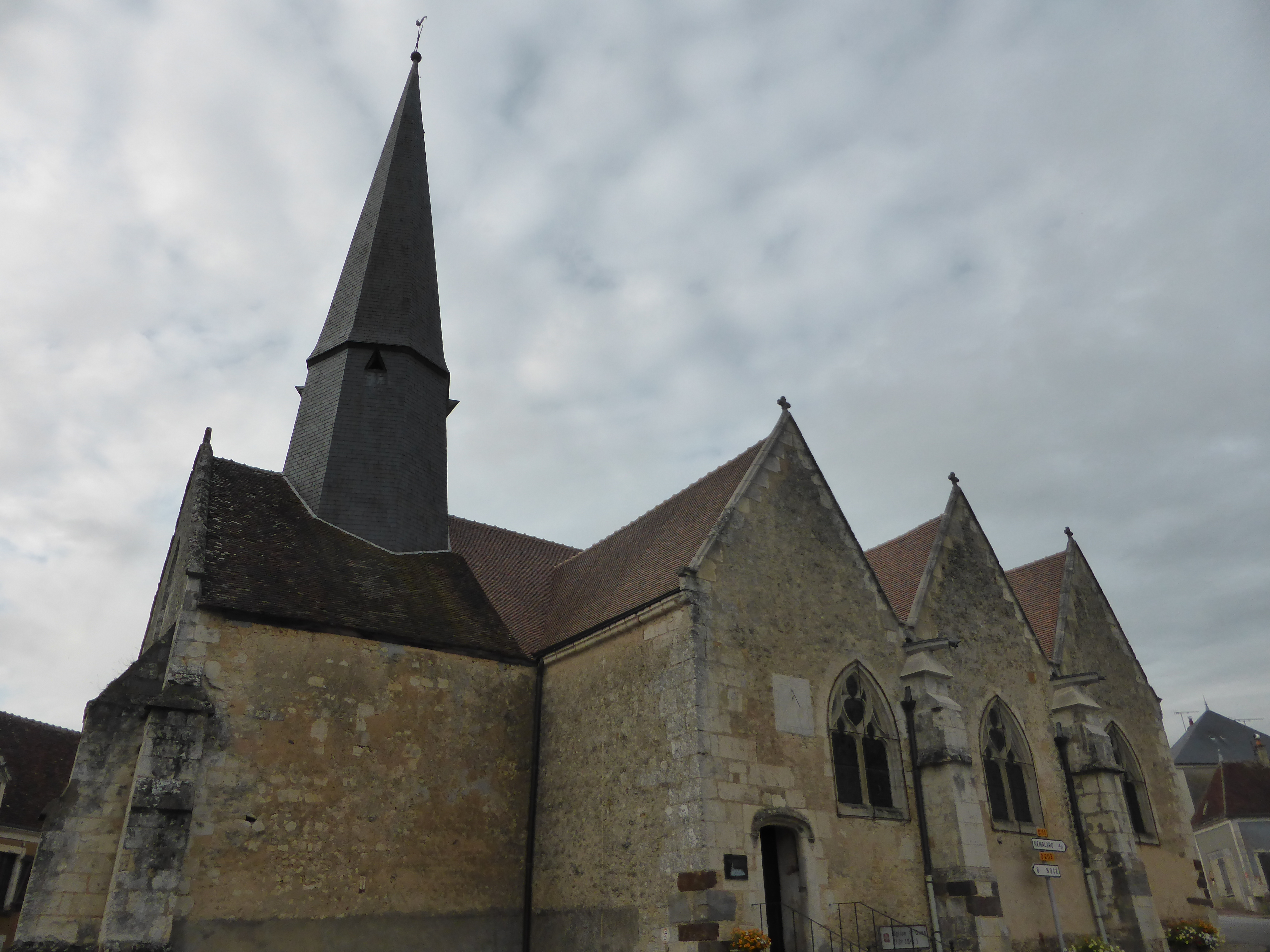
Kerk van St. Ouen
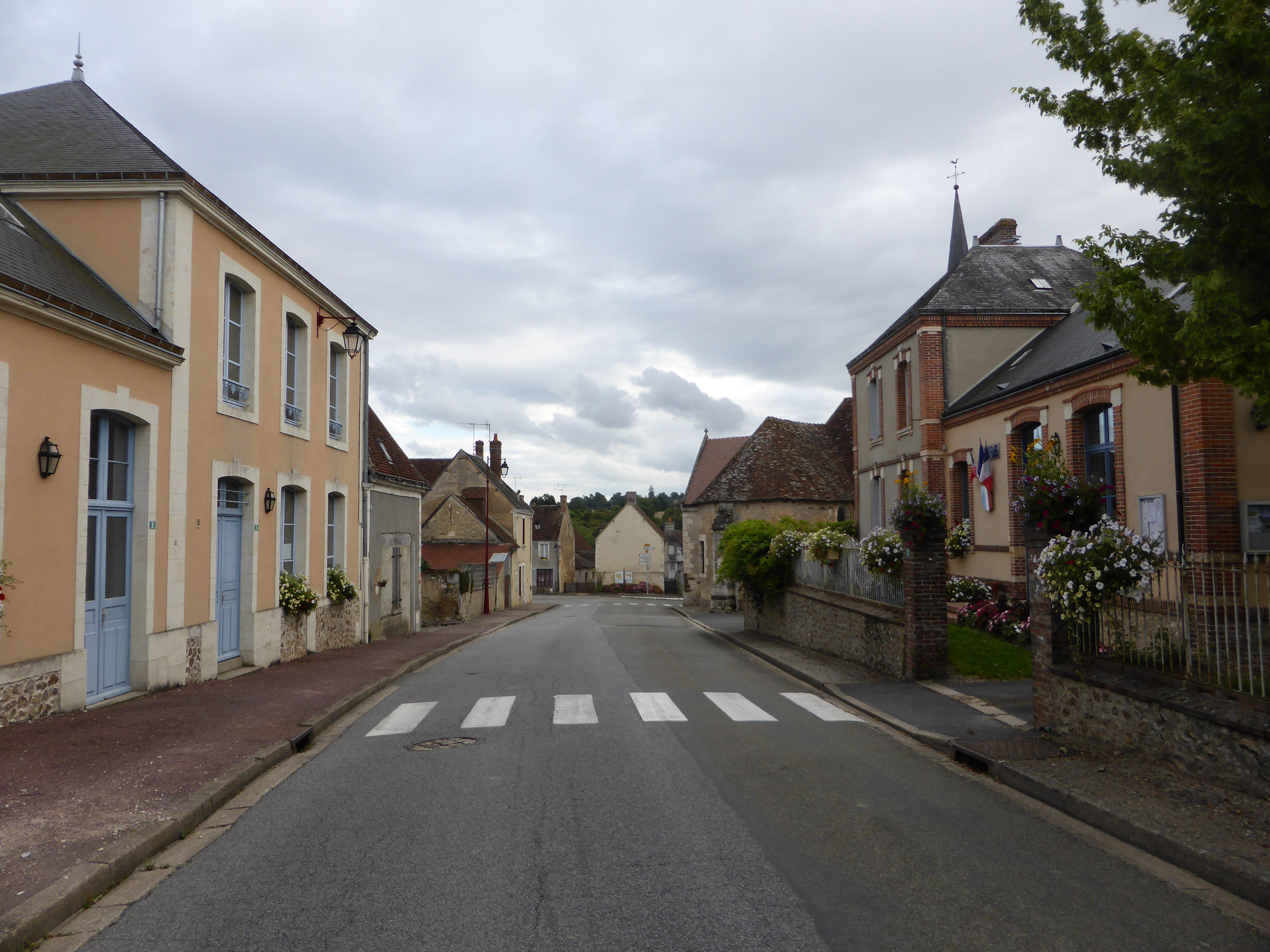
Verrières

## Geografie
De oppervlakte van Verrières bedraagt 17,6 km², de bevolkingsdichtheid is 23,7 inwoners per km².
De onderstaande kaart toont de ligging van Verrières (Orne) met de belangrijkste infrastructuur en aangrenzende gemeenten.

## Demografie
Onderstaande figuur toont het verloop van het inwonertal (bron: INSEE-tellingen).